# Обхождане в ширина
В теорията на графите, обхождането в ширина е начин за търсене в граф, когато търсенето се ограничава до две основни операции:
1. посещаване и достъпване на разклонение от графа;
2. получаване на достъп до съседите на посещаваното в даден момент разклонение.

Обхождането в ширина започва от главното разклонение и достъпва всички съседни разклонения. За всяко едно от тези съседни разклонения, проверява техните съседни разклонения, които не са били посетени и така нататък.

## Алгоритъм
Алгоритъмът използва структурата опашка, за да съхранява междинните резултати, като пресича графа по следния начин.
1. Добавя (enqueue) към опашката главното разклонение
2. Премахва (dequeue) от опашката разклонение и го претърсва, ако търсеният елемент е намерен в това разклонение търсенето се прекратява и се връща резултата.
3. В противен случай добавя (enqueue) всички наследници (преки дъщерни разклонения), които все още не са открити.
4. Ако опашката е празна и всяко разклонение от графа е било претърсено търсенето се прекратява и се връща, че търсеното не е било намерено.
5. Ако опашката не е празна се повтаря стъпка 2.

```
Забележка: Използването на стек вместо опашка имплементира алгоритъмът – 
Обхождане в дълбочина
.
```

### Псевдокод
Вход: A граф G и главно разклонение v на G
```
1  
начин на действие
 обхождане в ширина(
G
,
v
):
2      създаване на опашка
Q

3      добавяне на 
v
 в 
Q

4      отбелязваме 
v

5      
докато
 
Q
 не е празна:
6          
t
 ← Q.dequeue() (премахване)
7          
ако
 
t
 това, което търсим:
8              връщаме 
t

9          
за всички
 edges e in G.adjacentEdges(t) 
прави

10             
u
 ← G.adjacentVertex(
t
,
e
)
11             
ако
 
u
 не е маркиран:
12                  маркираме 
u

13                  вмъкваме (enqueue) 
u
 в 
Q

14     връщаме 
none
```

## Характеристики

### Заемана памет
Когато броят на върховете на графа е известен предварително и вече добавените в опашката върхове се знаят, запазени в допълнителна структура, сложността може да се изрази с израза {\displaystyle O(|V|)}, където {\displaystyle |V|} е множеството от върхове.
Ако графът е представен като списък на съседство, той заема {\displaystyle \Theta (|V|+|E|)} памет, докато представен като матрица на съседство заема {\displaystyle \Theta (|V|^{2})} памет.

### Време на изпълнение
Времето на изпълнение може да се представи с израза {\displaystyle O(|V|+|E|)}, тъй като всеки връх и „път“ между два съседни върха ще бъде проверен.
```
Забележка: 

  

    

      

        
O

        
(

        

          
|

        

        
E

        

          
|

        

        
)

      

    

    
{\displaystyle O(|E|)}

  

 може да има стойности между 

  

    

      

        
O

        
(

        

          
|

        

        
V

        

          
|

        

        
)

      

    

    
{\displaystyle O(|V|)}

  

 и 

  

    

      

        
O

        
(

        

          
|

        

        
V

        

          

            
|

          

          

            
2

          

        

        
)

      

    

    
{\displaystyle O(|V|^{2})}

  

, в зависимост от това, колко сгъстен е дадения граф 
(ако приемем, че графът е свързан).
```

## Употреба
Обхождането в ширина може да бъде използван за решаването на много проблеми в теорията на графите, например:
- Намиране на всички разклонения в рамките на един свързан компонент
- Копиране на колекции, алгоритъм на Ченей
- Намиране на най-краткия път между две разклонение U и V (дължината на пътя е броя на крайните елементи)
- Тестване на граф за двучастичност (bipartiteness)

### Намиране на свързани компоненти
Обхождането в ширина достига наборът от разклонения чрез свързаните компоненти съдържащи се в първото разклонение.

### Тестване за двучастичност
Алгоритъмът за обхождане в ширина може да бъде използван за тестване на двучастичност, като търсенето започне от произволен връх и дадени редуващи се етикети за вече посетените върхове по време на търсенето. Етикет със стойност 0 получава началния връх, 1 получават всичките му съседи, 0 – съседите на съседите на началния връх и така нататък. Ако в даден момент се достигне до връх, който има съсед (посетен) със същия етикет като този връх, то графа не е двустранен. Ако търсенето приключи, без намиране на такъв връх, тогава графът е двустранен.

## Реализация
Реализация на обхождане в ширина в Java
```
Class
 
Node
 
{
 
// създаване на клас за разклоненията

    
Char
 
data
;

    
Public
 
Node
(
char
 
c
)
 
{

        
this
.
data
=
c
;

    
}

    
public
 
void
 
bfs
(){

        
Queue
 
q
=
new
 
LinkedList
();
 
// създаване на опашка

        
q
.
add
(
this
.
rootNode
);
  
// добавяне не на главното разклонение към опашката

        
printNode
(
this
.
rootNode
);

        
rootNode
.
visited
=
true
;
  
// отбелязване на разклонението като посетено

        
while
(
!
q
.
isEmpty
()){
    
// while цикъл докато опашката е пълна

           
Node
 
n
=
(
Node
)
q
.
remove
();
  
// премахване на разклонението

           
Node
 
child
=
null
;

           
while
((
child
=
getUnvisitedChildNode
(
n
))
!=
null
){
  
// ако премахнатото разклонение има не посетени дъщерни разклонения

                                                         
// ги отбелязваме като посетени и ги добавяме към опашката

                  
child
.
visited
=
true
;

                  
printNode
(
child
);

                  
q
.
add
(
child
);

           
}

       
}

       
//Clear visited property of nodes

       
clearNodes
();

    
}

}

```

Реализация на обхождане в ширина в C#
```
using
 
System
;

using
 
System.Collections.Generic
;

/// <summary>

/// Имплементиране на разклонение

/// </summary>

/// <typeparam name="T">the type of the values in nodes</typeparam>

public
 
class
 
TreeNode
<
T
>

{

      
// Съдържа стойността на разклонението

      
private
 
T
 
value
;

      
// Показва дали разклонението има родител

      
private
 
bool
 
hasParent
;

      
// Съдържа дъщерните разклонения

      
public
 
List
<
TreeNode
<
T
>>
 
Children
;

      
/// <summary>

      
/// Конструкторът на класът TreeNode

      
/// </summary>

      
/// <param name="value">стойността на разклонението</param>

      
public
 
TreeNode
(
T
 
value
)

      
{

            
if
 
(
value
 
==
 
null
)

            
{

                  
throw
 
new
 
ArgumentNullException
(

                        
"Cannot insert null value!"
);

            
}

            
this
.
value
 
=
 
value
;

            
this
.
children
 
=
 
new
 
List
<
TreeNode
<
T
>>
();

      
}

      
/// <summary>

      
///Стойността на разклонението

      
/// </summary>

      
public
 
T
 
Value

      
{

            
get

            
{

                  
return
 
this
.
value
;

            
}

            
set

            
{

                  
this
.
value
 
=
 
value
;

            
}

      
}

      
public
 
bool
 
IsVisited
 
{
get
;
set
;}

}

...

public
 
static
 
int
 
BFS
(
TreeNode
 
start
,
 
TreeNode
 
end
)
 
// създаваме метод, който приема като параметри стартовото и крайното разклонение

{

    
Queue
<
TreeNode
>
 
queue
 
=
 
new
 
Queue
<
TreeNode
>
();
 
// създаваме си опашка от тип разклонение

    
queue
.
Enqueue
(
start
);
                         
// добавяме към опашката първото разклонение

    
while
 
(
queue
.
Count
 
!=
 
0
)
               
// пускаме цикъл докато опашката е пълна

    
{

        
TreeNode
 
CurrentNode
 
=
 
queue
.
Dequeue
();
  
// изваждаме от опашката дадено разклонение

        
CurrentNode
.
IsVisited
 
=
 
true
;
        
// отбелязваме го като посетено

        
foreach
 
(
Node
 
Child
 
in
 
CurrentNode
.
Children
.
Keys
)
  
// претърсваме всички дъщерни разклонения на избраното

        
{

            
if
 
(
Child
.
IsVisited
 
==
 
false
)
                 
// проверяваме дали е посетено

            
{

                
Child
.
IsVisited
 
=
 
true
;
               
// ако не е, го отбелязваме като посетено

                
if
 
(
Child
 
==
 
end
)
 
return
 
1
;
           
// ако няма повече разклонения връщаме 1

            
}

            
queue
.
Enqueue
(
Child
);
                    
// ако е посетено го добавяме към опашката

        
}

    
}

    
return
 
0
;
                                      
// ако търсенето не даде резултат връщаме 0

}

```